# Championnats du monde de trampoline 2019
Navigation
2018 2021
Les championnats du monde de trampoline 2019, trente-quatrième édition des championnats du monde de trampoline, ont lieu du 28 novembre 2019 au 1er décembre 2019 à Tokyo, au Japon.

## Participants
Au total, 342 gymnastes de 37 nations participent à ces championnats. 
| Afrique                    | Amérique                                                                     | Asie                                                                    | Europe | Océanie                                  |
| -------------------------- | ---------------------------------------------------------------------------- | ----------------------------------------------------------------------- | --- | ---------------------------------------- |
| - Algérie (1) - Égypte (8) | - Argentine (11) - Brésil (8) - Canada (20) - États-Unis (25) - Mexique (10) | - Chine (22) - Iran (1) - Japon (19) - Kazakhstan (4) - Ouzbékistan (3) | - Allemagne (7) - Autriche (3) - Azerbaïdjan (3) - Belgique (2) - Biélorussie (9) - Bulgarie (2) - Danemark (9) - Espagne (11) - France (14) - Géorgie (2) - Grande-Bretagne (22) - Grèce (4) - Italie (4) - Pays-Bas (7) - Pologne (4) - Portugal (17) - République tchèque (2) - Russie (26) - Suède (4) - Suisse (2) - Turquie (3) | - Australie (23) - Nouvelle-Zélande (11) |
| 2 pays                     | 5 pays                                                                       | 5 pays                                                                  | 21 pays | 2 pays                                   |

## Médaillés
| Épreuves                         | Or | Argent | Bronze |
| -------------------------------- | --- | --- | --- |
| Mixte                            | | | |
| Concours général par équipe      | Russie Vadim Afanasev Sergey Azarian Vera Beliankina Viktoriia Danilenko Susana Kochesok Anna Kornetskaya Mikhail Melnik Polina Troianova Dmitriy Ushakov Mikhail Zalomin | États-Unis Nicole Ahsinger Kaden Brown Eve Doudican Jeffrey Gluckstein Ellen Heinen Kayttie Nakamura Ruben Padilla Aliaksei Shostak Tristan van Natta | Chine Fan Xinyi Fang Lulu Feng Baoyi Gao Lei Huang Yanfei Liu Hui Wang Xiaoyin Yan Langyu Zhang Xuan Zhang Zhenqian |
| Hommes                           | | | |
| Trampoline individuel            | Gao Lei (CHN) | Ivan Litvinovich (BLR) | Dong Dong (CHN) |
| Trampoline individuel par équipe | Biélorussie Uladzislau Hancharou Ivan Litvinovich Aleh Rabtsau Aliaksei Dudarau                                                                                           | Chine Tu Xiao Dong Dong Gao Lei Yan Langyu | Russie Mikhail Melnik Andrey Yudin Dmitriy Ushakov Nikita Fedorenko                                                 |
| Trampoline synchronisé           | Japon Kazufumi Tasaki Ginga Munetomo | Biélorussie Aleh Rabtsau Uladzislau Hancharou | Russie Mikhail Melnik Sergey Azarian                                                                                |
| Double Mini Trampoline           | Mikhail Zalomin (RUS) | Ruben Padilla (USA) | Alexander Renkert (USA)                                                                                             |
| Double Mini par équipe           | Russie Andrei Gladenkov Vasilii Makarskii Mikhail Zalomin Aleksandr Odintsov                                                                                              | États-Unis Alexander Renkert Simon Smith Ruben Padilla Noah Orr                                                                                       | Portugal Tiago Sampaio Romao João Caeiro Diogo Carvalho Costa Diogo Cabral                                          |
| Tumbling                         | Aleksandr Lisitsyn (RUS) | Elliott Browne (GBR) | Kaden Brown (USA)                                                                                                   |
| Tumbling par équipe              | Grande-Bretagne Kristof Willerton Elliott Browne Jaydon Paddock Dominic Mensah                                                                                            | Russie Aleksandr Lisitsyn Maxim Shlyakin Vadim Afanasev Maksim Riabikov                                                                               | États-Unis Alexander Renkert Haydn Fitzgerald Kaden Brown Brandon Krzynefski                                        |
| Femmes                           | | | |
| Trampoline individuel            | Hikaru Mori (JPN) | Chisato Doihata (JPN) | Rosie MacLennan (CAN)                                                                                               |
| Trampoline individuel par équipe | Japon Chisato Doihata Reina Satake Hikaru Mori Megu Uyama | Grande-Bretagne Laura Gallagher Isabelle Songhurst Bryony Page Katherine Driscoll                                                                     | Canada Sophiane Methot Samantha Smith Sarah Milette Rosie MacLennan                                                 |
| Trampoline synchronisé           | Japon Ayano Kishi Yumi Takagi | Russie Susana Kochesok Anna Kornetskaya | Canada Samantha Smith Rachel Tam                                                                                    |
| Double Mini Trampoline           | Lina Sjöberg (SWE) | Bronwyn Dibb (NZL) | Aleksandra Bonartseva (RUS)                                                                                         |
| Double Mini par équipe           | États-Unis Kayttie Nakamura Kiley Lockett Tristan van Natta Sydney Senter                                                                                                 | Grande-Bretagne Kim Beattie Ruth Shevelan Kirsty Way Bethany Williamson                                                                               | Russie Galina Begim Aleksandra Bonartseva Polina Troianova Alina Khristenko                                         |
| Tumbling                         | Viktoriia Danilenko (RUS) | Shanice Davidson (GBR) | Megan Kealy (GBR)                                                                                                   |
| Tumbling par équipe              | Grande-Bretagne Shanice Davidson Aimee Antonius Megan Kealy Kaitlin Lafferty                                                                                              | Russie Elina Stepanova Elena Krasnokutskaya Viktoriia Danilenko Irina Silicheva                                                                       | France Emilie Wambote Léa Callon Marie Deloge Isma Laanaya                                                          |